# Деніел Кейв
Деніел Кейв (англ. Daniel Cave, 9 лютого 1999) — австралійський плавець.
Призер Чемпіонату світу з водних видів спорту 2017 року.